# Univocidade do ser
Univocidade do ser (em latim: univocitas entis) é a ideia de que as palavras que descrevem as propriedades de Deus possuem o mesmo significado quando são aplicadas a pessoas ou coisas. A ideia está associada às doutrinas do filósofo e teólogo escolástico João Duns Escoto.

## Resumo
Nas discussões medievais sobre a natureza de Deus, muitos teólogos e filósofos, como Tomás de Aquino, sustentaram que quando alguém diz que "Deus é bom" e que "o homem é bom", a bondade do homem seria apenas análoga, ou seja, semelhante, mas distinta da bondade de Deus. João Duns Escoto, embora não negue a analogia do ser conforme compreendida por Tomás de Aquino, defende haver um conceito unívoco  de ser. É importante notar que Escoto não acredita em uma "univocidade do ser", mas sim em um conceito comum de ser, que é próprio de Deus e do homem, mas de modos distintos: infinito em Deus, finito no homem.
A constatação feita aqui é que os sujeitos só podem entender Deus porque compartilham em Seu ser e, por isso, herdam os atributos transcendentais do ser: bondade, verdade e unidade. No que diz respeito a  João Escoto, deve-se entender o 'ser' como um conceito que pretende demonstrar a existência de Deus, a fim de mostrar que o que sabemos – criação – não pode ser comparado com o que não sabemos – Deus. O romancista americano Thomas Williams defendeu uma versão desse argumento.
O filósofo francês Gilles Deleuze interpretou a doutrina da univocidade ontológica de João Escoto. Ele defendeu que o ser é unívoco, ou seja, que todos os seus sentidos são afirmados em uma só voz. Deleuze adapta a doutrina da univocidade para afirmar que o ser é, univocamente, diferença.

Com efeito, o essencial na univocidade não é que o Ser se diga num único sentido. É que ele se diga num único sentido de todas as suas diferenças individuantes ou modalidades intrínsecas. O Ser é o mesmo para todas estas modalidades, mas estas modalidades não são as mesmas. Ele é "igual" para todas, mas elas mesmas não são iguais. Ele se diz num só sentido de todas, mas elas mesmas não têm o mesmo sentido. É da essência do ser unívoco reportar-se a diferenças individuantes, mas estas diferenças não têm a mesma essência e não variam a essência do ser como o branco se reporta a intensidades diversas, mas permanece essencialmente o mesmo branco. Não há duas "vias", como se acreditou no poema de Parmênides, mas uma só "voz" do Ser, que se reporta a todos os seus modos, os mais diversos, os mais variados, os mais diferenciados. O Ser se diz nutri único sentido de tudo aquilo de que ele se diz, mas aquilo de que ele se diz difere: ele se diz da própria diferença. Gilles Deleuze, "Diferença e repetição"'
Deleuze, ao mesmo tempo, reverbera e inverte as ideias de Spinoza, que sustentava que tudo o que existe é uma modificação de uma substância, que seria Deus ou Natureza. Deleuze afirma que a univocidade do ser e o princípio organizador da filosofia de Spinoza, apesar da ausência deste termo na filosofia spinoziana. Para Deleuze, não existe uma substância única, mas um processo que é sempre diferenciador, como num microcosmos de origami: sempre dobrando, desdobrando, redobrando. Deleuze e Guattari resumem essa ontologia na seguinte fórmula paradoxal: "pluralismo = monismo".